# 太原文瀛湖辛亥革命活动旧址
37°51′59″N 112°33′49″E / 37.86629°N 112.56353°E
太原文瀛湖辛亥革命活动旧址，位于山西省太原市迎泽区儿童公园内，是中华人民共和国山西省文物保护单位之一。
2004年6月10日，授予山西省文物保护单位，是一座近代现代重要史迹和代表性建筑。